# Port lotniczy Lague
Port lotniczy Lague – port lotniczy położony w Lague, w Republice Konga.